# 알샤바브 SC (시브)
알샤바브(아랍어: نادي الشباب)는 바르카를 연고로 하는 오만의 축구단이다. 현재 오만 1부 리그에 참가하고 있다.

## 우승
- 오만 프로리그컵: 2017-18

## 선수 명단

### 역대
- 이삼 알사브히(2017 ~ 2019)